# Cattedrale di Santarém
La cattedrale dell'Immacolata Concezione (in portoghese: Igreja de Nossa Senhora da Conceição do Colégio dos Jesuítas o Sé Catedral de Santarém) è la cattedrale cattolica di Santarém, in Portogallo, e sede della diocesi di Santarém.

## Storia
La Chiesa dell'Immacolata Concezione del Collegio dei Gesuiti, conosciuta anche come chiesa del seminario, è situata nel centro storico di Santarém. L'edificio, realizzato su progetto dell'architetto Mateus do Couto, risale al XVII secolo ed è stato eretto nel luogo dove sorgeva il palazzo reale della Alcáçova Nova, abbandonato fin dal tempo di Giovanni II. Il completamento della chiesa risale al 1711, come riportato sulla facciata stessa. Più tardi, con l'espulsione dei gesuiti dal Portogallo nel 1759 per ordine del Marchese di Pombal, l'edificio ha accolto il seminario patriarcale fino al XX secolo. Al momento della creazione della diocesi di Santarem, nel 1975, la chiesa è stata elevata a cattedrale.